# Georg C. Klaren
Georg C. Klaren (n. 10 septembrie 1900, Viena, Austro-Ungaria – d. 18 noiembrie 1962, Sawbridgeworth, Anglia, Regatul Unit) a fost un scenarist și regizor de film austriac. A lucrat la o serie de scenarii cu Herbert Juttke în timpul filmelor fără sunet și în perioada timpurie a sunetului, inclusiv la filmul lui Alfred Hitchcock din 1931 Mary. După cel de-Al Doilea Război Mondial, Klaren a devenit dramaturg șef la studioul de stat DEFA din Germania de Est. 

## Filmografie parțială

### Scenarist
- Nanette Makes Everything (1926)
- Department Store Princess (1926)
- I Liked Kissing Women (1926)
- Assassination (1927)
- The Transformation of Dr. Bessel (1927)
- Flirtation (1927)
- Casanova's Legacy (1928)
- Sex in Chains (1928)
- Fair Game (1928)
- The Lady and the Chauffeur (1928)
- Odette (1928)
- A Knight in London (1929)
- Kolonne X (1929)
- The Lord of the Tax Office (1929)
- Somnambul (1929)
- Devotion (1929)
- Cagliostro (1929)
- Marriage in Trouble (1929)
- Perjury  (1929)
- Peter the Mariner (1929)
- The Right of the Unborn (1929)
- The Hound of the Baskervilles (1929)
- Busy Girls (1930)
- Oh Those Glorious Old Student Days (1930)
- Elisabeth of Austria (1931)
- The Lovers of Midnight (1931)
- Mary (1931)
- Madame Bluebeard  (1931)
- Gloria (1931)
- Chauffeur Antoinette (1932)
- Antoinette (1932)
- The Love Contract (1932)
- The Secret of Johann Orth (1932)
- Three from the Unemployment Office (1932)
- 1933 Manolescu, regele escrocilor (Manolescu, der Fürst der Diebe)
- A Woman Like You (1933)
- There Is Only One Love (1933)
- Frasquita (1934)
- Pillars of Society (1935)
- The Cossack and the Nightingale (1935)
- Ave Maria (1936)
- A Woman Between Two Worlds (1936)
- Shadows of the Past (1936)
- The Love of the Maharaja (1936)
- The Chief Witness (1937)
- Heimweh (1937)
- The Beaver Coat (1937)
- The False Step (1939)
- Clarissa (1941)
- Doctor Crippen (1942)
- Voyage Without Hope (1943)
- Love's Carnival (1955)

### Regizor
- 1933 Manolescu, regele escrocilor (Manolescu, der Fürst der Diebe)
- 1947 Wozzeck
- 1950 Semmelweis – Retter der Mütter
- 1951 Familia Sonnenbruck (Die Sonnenbrucks)
- 1951 Call Over the Air
- 1952 Karriere in Paris
- 1953 Fiica regimentului (Die Regimentstochter) + scenariu